# Great Wall Safe

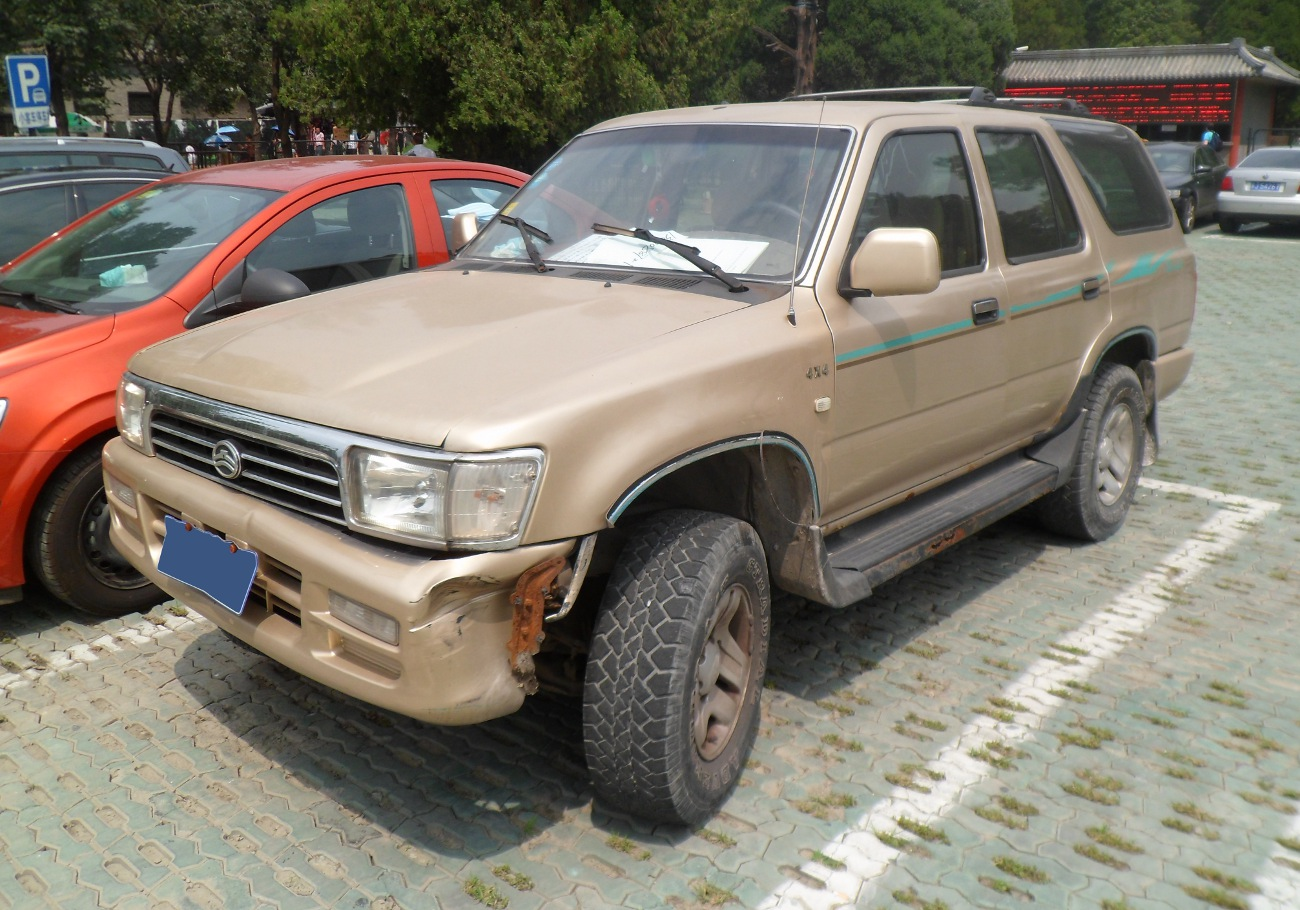
1re version du Safe.

Le Great Wall Safe est un véhicule de type 4x4 du constructeur automobile chinois Great Wall. La carrosserie du Great Wall Safe est emprunté au Toyota Hilux/4runner.